# Cilnidipino
El cilnidipino es un medicamento del tipo bloqueador de los canales de calcio. El uso de cilnidipina está aprobado para el manejo de la hipertensión en Japón, China, India, Nepal y Corea. En la India se vende bajo la marca Cinod, cilacar, clinblue, entre otras, en dosis de 5mg/10mg/20mg. Fue desarrollado conjuntamente por Fuji Viscera Pharmaceutical Company y Ajinomoto, y fue aprobado para ingresar al mercado y usarse como antihipertensivo en 1995.
El cilnidipino es un antagonista del calcio acompañado de funciones bloqueantes de los canales de calcio tipo L y tipo N. A diferencia de otros antagonistas del calcio, el cilnidipino puede actuar sobre el canal de calcio tipo N además de actuar sobre su homólogo el canal de calcio tipo L.

## Indicaciones
El cilnidipino disminuye la presión sanguínea por lo que se indica para el manejo de la hipertensión arterial, así como sus comorbilidades cardiovasculares. Debido a su acción bloqueadora en el canal de calcio tipo N y tipo L, el cilnidipino dilata tanto las arteriolas así como las vénulas, reduciendo la presión en el lecho capilar. El cilnidipino es vasoselectivo y tiene un efecto dromotrópico directo débil, un fuerte efecto vasodepresor y un efecto inhibidor de la arritmia cardíaca. Al igual que el manidipino, disminuye la presión arterial y además reducen la resistencia insulínica.
Fue patentado en 1984 y aprobado para uso médico en 1995. Actualmente, la cilnidipina está siendo reutilizada y desarrollada para su uso en pacientes con fenómeno de Raynaud y esclerosis sistémica por Aisa Pharma, una compañía de desarrollo biofarmacéutica de EE. UU.

## Estudios
El control de la presión arterial con tratamiento con cilnidipino en pacientes hipertensos japoneses después de un accidente cerebrovascular [Estudio CA-ATTEND]: los resultados de un estudio prospectivo a gran escala de vigilancia posterior a la comercialización de pacientes hipertensos después de un accidente cerebrovascular (n = 2667, hombres 60,4%, 69,0 ± 10,9 años) tratados con cilnidipino indican que cilnidipino fue eficaz en el tratamiento de la presión arterial no controlada y fue bien tolerado en pacientes hipertensos después de un accidente cerebrovascular. El control ambulatorio de la presión arterial y la reducción de la presión arterial en el hogar (matutina y vespertina) mediante el bloqueador de canales N cilnidipina (ACHIEVE-ONE) es un estudio clínico a gran escala (n=2319) sobre la presión arterial (PA) y la frecuencia del pulso (RP). En el mundo real con el uso de cilnidipina: este estudio reveló que la cilnidipina redujo significativamente la presión arterial y la presión de pulso en pacientes hipertensos en la clínica y en el hogar. El cilnidipino es especialmente útil en pacientes con PA y PR más altas por la mañana. El cilnidipino se está estudiando actualmente en el estudio RECONNOITER en Australia por su efecto sobre la enfermedad de Raynaud y otras manifestaciones de la enfermedad en pacientes con esclerosis sistémica. Hay evidencias también del rol protector del uso de cilnidipino en la función cognitiva de pacientes de mayor edad con hipertensión arterial.

## Efectos adversos
Los efectos adversos pueden ser mareos intensos, latidos cardíacos acelerados y efectos alérgicos que pueden incluir hinchazón de la cara, los labios, la lengua, los párpados, las manos y los pies. Los efectos secundarios de menor consecuencia incluyen dolor de estómago, diarrea e hipotensión.
El edema periférico, un efecto secundario común del uso de amlodipino, se redujo cuando los pacientes cambiaron a cilnidipino.